# Ocean Park
Ocean Park ist eine Ortschaft in Uruguay.

## Geographie
Sie befindet sich auf dem Gebiet des Departamento Maldonado in dessen Sektor 3. Ocean Park grenzt dabei im Süden an die Küste des Río de la Plata, während im Westen Sauce de Portezuelo gelegen ist und nördlich La Capuera anschließt. Wenige Kilometer nordöstlich erstreckt sich die Laguna del Sauce. Östlich mündet der Arroyo El Potrero.

## Infrastruktur
Am Nordrand der Ortschaft führt die Ruta Interbalnearia/Ruta 93 vorbei. In geringer nordöstlicher Entfernung befindet sich der Flughafen Capitán de Corbeta Carlos A. Curbelo.

## Einwohner
Ocean Park hatte 2011 234 Einwohner, davon 124 männliche und 110 weibliche.
| Jahr | Einwohner |
| ---- | --------- |
| 1963 | 10        |
| 1975 | 4         |
| 1985 | 16        |
| 1996 | 35        |
| 2004 | 63        |
| 2011 | 234       |

Quelle: Instituto Nacional de Estadística de Uruguay